# Conostomium zoutpansbergense
Conostomium zoutpansbergense är en måreväxtart som först beskrevs av Cornelis Eliza Bertus Bremekamp, och fick sitt nu gällande namn av Cornelis Eliza Bertus Bremekamp. Conostomium zoutpansbergense ingår i släktet Conostomium och familjen måreväxter. Inga underarter finns listade i Catalogue of Life.